# Charlotte de Bavière
Charlotte de Bavière, princesse de Bavière, née le 30 mai 1931 à Munich, Allemagne et morte le 9 janvier 2018 à Isny im Allgäu, est un membre de la maison de Wittelsbach, devenue, conséquemment à son mariage en 1955, princesse von Quadt zu Wykradt und Isny.

## Biographie

### Origines familiales
Charlotte de Bavière (en allemand : Marie Charlotte Juliana Prinzessin von Bayern), née le 30 mai 1931 à Munich, est la seconde fille et la seconde des quatre enfants du prince Albert de Bavière (1905-1996), chef de la maison de Bavière en 1955, et de la comtesse Maria Draskovich von Trakostján (1904-1969),,. 
Par son père, Charlotte de Bavière est une arrière-petite-fille du roi Louis III de Bavière (1845-1921), dernier souverain de la Bavière. Sa grand-mère paternelle, la duchesse Marie Gabrielle en Bavière (1878-1912), est la sœur de la reine des Belges Élisabeth en Bavière (1876-1965). 
Par sa grand-mère maternelle, la princesse Juliana de Montenuovo (1880-1961), Charlotte de Bavière est l'arrière-petite-fille du prince Alfred de Montenuovo (1854-1927), grand d'Espagne et grand-maître de la Cour (Oberhofmeister), l'un des plus hauts fonctionnaires à la cour de l'empereur François-Joseph d'Autriche et petit-fils de l'archiduchesse Marie-Louise d'Autriche (1791-1847), impératrice des Français, et de son second époux le comte Adam von Neipperg (1775-1829).
Charlotte de Bavière a une sœur jumelle : Marie Gabrielle (1931), princesse consort de Waldburg zu Zeil und Trauchburg, et deux frères cadets : François (1933), chef de la maison de Bavière depuis 1996, et Max Emmanuel (1937), duc en Bavière,.

### Une famille opposée au nazisme
Albert et sa famille élisent domicile à Bad Kreuth en 1937. Depuis qu'il a rejeté la politique du régime nazi, il s'est exilé avec sa famille, d'abord en Croatie et, à partir de 1940, au château de Nádasdy en Hongrie. En octobre 1944, lorsque l'Allemagne envahit la Hongrie, il est arrêté par la Gestapo et interné avec sa belle-mère Antonia de Luxembourg et sa famille dans les camps de concentration de Sachsenhausen, Flossenbürg et Dachau jusqu'à la fin de la guerre en 1945.

### Mariage et enfants
Charlotte de Bavière épouse civilement le 1er septembre 1955 à Berg am Starnberger See, puis religieusement le 3 septembre suivant au château de Nymphenburg, Paul prince von Quadt zu Wykradt und Isny, chef de sa maison en 1942, né au château d'Isny im Allgäu, le 28 novembre 1930 et mort au même lieu le 16 mars 2011, troisième fils du prince Alexander von Quadt zu Wykradt und Isny (1885-1936) et de la comtesse Maria-Anna Esterházy de Galántha (1898-1952).
Le couple a quatre enfants,, :
- Alexander von Quadt zu Wykradt und Isny, né à Munich le 18 janvier 1958, chef de sa maison en 2011, épouse en 1992 Martina Keil (1960), dont trois filles ;
- Maria-Anna von Quadt zu Wykradt und Isny, née au château de Friedrichshafen le 8 avril 1960, épouse en 1991 Alexander Schenk comte von Stauffenberg (1954), dont deux enfants ;
- Maria-Georgine von Quadt zu Wykradt und Isny, née au château de Friedrichshafen le 28 décembre 1962, épouse en 1992 Peter comte von und zu Eltz (1948), dont trois enfants ;
- Bertram von Quadt zu Wykradt und Isny, né à Ravensbourg le 22 octobre 1966, journaliste et présentateur de télévision, épouse en 2004 Sandra Putze (1966).

Proche de la maison de Wurtemberg, Charlotte de Bavière met au monde deux de ses enfants au château de Friedrichshafen et devient, le 4 décembre 1977, la marraine de Eleonore Fleur de Wurtemberg, descendant, comme elle, du grand-duc Léopold II de Toscane (1797-1870),.

### Mort et funérailles
Veuve depuis 2011, la princesse Charlotte de Bavière, meurt, à l'âge de 86 ans le 9 janvier 2018 à Isny im Allgäu où elle est inhumée le 19 janvier suivant.

## Honneurs
Charlotte de Bavière est :
- Dame d'honneur de l'ordre de Thérèse (Royaume de Bavière) ;
- Dame de l'ordre de Sainte-Élisabeth (Royaume de Bavière).

## Ascendance
|  |                                              |  |  |  |  |  |  |  |  |  |  |  |  |
|  | 8. Louis III de Bavière                      |  |  |  |  |  |  |  |  |  |  |  |  |
|  |                                              |  |  |  |  |  |  |  |  |  |  |  |  |
|  |                                              |  |  |  |  |  |  |  |  |  |  |  |  |
|  | 4. Rupprecht de Bavière                      |  |  |  |  |  |  |  |  |  |  |  |  |
|  |                                              |  |  |  |  |  |  |  |  |  |  |  |  |
|  |                                              |  |  |  |  |  |  |  |  |  |  |  |  |
|  | 9. Marie-Thérèse de Modène                   |  |  |  |  |  |  |  |  |  |  |  |  |
|  |                                              |  |  |  |  |  |  |  |  |  |  |  |  |
|  |                                              |  |  |  |  |  |  |  |  |  |  |  |  |
|  | 2. Albert de Bavière                         |  |  |  |  |  |  |  |  |  |  |  |  |
|  |                                              |  |  |  |  |  |  |  |  |  |  |  |  |
|  |                                              |  |  |  |  |  |  |  |  |  |  |  |  |
|  | 10. Charles-Théodore en Bavière              |  |  |  |  |  |  |  |  |  |  |  |  |
|  |                                              |  |  |  |  |  |  |  |  |  |  |  |  |
|  |                                              |  |  |  |  |  |  |  |  |  |  |  |  |
|  | 5. Marie Gabrielle en Bavière                |  |  |  |  |  |  |  |  |  |  |  |  |
|  |                                              |  |  |  |  |  |  |  |  |  |  |  |  |
|  |                                              |  |  |  |  |  |  |  |  |  |  |  |  |
|  | 11. Marie-Josèphe de Bragance                |  |  |  |  |  |  |  |  |  |  |  |  |
|  |                                              |  |  |  |  |  |  |  |  |  |  |  |  |
|  |                                              |  |  |  |  |  |  |  |  |  |  |  |  |
|  | 1. Charlotte de Bavière                      |  |  |  |  |  |  |  |  |  |  |  |  |
|  |                                              |  |  |  |  |  |  |  |  |  |  |  |  |
|  |                                              |  |  |  |  |  |  |  |  |  |  |  |  |
|  | 12. Pál Draskovich von Trakostján            |  |  |  |  |  |  |  |  |  |  |  |  |
|  |                                              |  |  |  |  |  |  |  |  |  |  |  |  |
|  |                                              |  |  |  |  |  |  |  |  |  |  |  |  |
|  | 6. Dionys Draskovich von Trakostján          |  |  |  |  |  |  |  |  |  |  |  |  |
|  |                                              |  |  |  |  |  |  |  |  |  |  |  |  |
|  |                                              |  |  |  |  |  |  |  |  |  |  |  |  |
|  | 13. Mária Festétics de Tólna                 |  |  |  |  |  |  |  |  |  |  |  |  |
|  |                                              |  |  |  |  |  |  |  |  |  |  |  |  |
|  |                                              |  |  |  |  |  |  |  |  |  |  |  |  |
|  | 3. Maria Draskovich von Trakostján           |  |  |  |  |  |  |  |  |  |  |  |  |
|  |                                              |  |  |  |  |  |  |  |  |  |  |  |  |
|  |                                              |  |  |  |  |  |  |  |  |  |  |  |  |
|  | 14. Alfred de Montenuovo                     |  |  |  |  |  |  |  |  |  |  |  |  |
|  |                                              |  |  |  |  |  |  |  |  |  |  |  |  |
|  |                                              |  |  |  |  |  |  |  |  |  |  |  |  |
|  | 7. Juliana de Montenuovo                     |  |  |  |  |  |  |  |  |  |  |  |  |
|  |                                              |  |  |  |  |  |  |  |  |  |  |  |  |
|  |                                              |  |  |  |  |  |  |  |  |  |  |  |  |
|  | 15. Franziska Kinsky von Wchinitz und Tettau |  |  |  |  |  |  |  |  |  |  |  |  |
|  |                                              |  |  |  |  |  |  |  |  |  |  |  |  |
|  |                                              |  |  |  |  |  |  |  |  |  |  |  |  |